# Битва при Курупедионе
Битва при Курупедионе (греч. Κούρου πεδίον; лат. Kurupedion) произошла в 281 году до н. э. на равнине Курупедион (Κούρου πεδίον) в Лидии, севернее Магнезии, в сегодняшней Турции, между войсками Лисимаха и Селевка I Никатора. Оба военачальника вышли на поединок, и Селевк, несмотря на почтенный возраст (81 год), убил своего противника. По другой версии, Лисимах погиб от руки воина по имени Малакон (родом из Гераклеи Понтийской). Сражение завершилось полной победой Селевка I.